# Аджиголь
Аджиго́ль или Ащиго́ль (укр. Аджіголь, крымскотат. Accıgöl, Аджджыголь, буквально «горькое озеро») — пересыхающее солёное озеро на Ак-Монайском перешейке на территории Феодосийского горсовета. Площадь — 0,528, 0,49 км². Тип общей минерализации — солёное. Происхождение — лиманное. Группа гидрологического режима — бессточное.

## География
Входит в Керченскую группу озёр. Длина — 1,23 км. Ширина — 0,55 км. Площадь водосбора — 2,5 км². Длина береговой линии — 3,6 км. Глубина максимальная — 0,6 м, средняя — 0,35 или 0,1 м. Ближайший населённый пункт — пгт Приморский, расположенный непосредственно восточнее озера.
Аджиголь отделено от Чёрного моря узким перешейком, по которому проходит магистральная дорога М-17 (E 97) участок Береговое—Приморский. Озёрная котловина водоёма неправильной округлой формы вытянутая с запада на восток. По береговой линии котловина имеет отмели. На севере в озеро впадает балка-сухоречье Аджигол. Озеро пересыхает в летний период.
Рапа озера хлоридно-натриевого типа. Солёность воды нестабильная, в августе-сентябре 380 ‰, в декабре-марте 120 ‰. В озеро происходит природное оседание солей.
Озеро ранее было лечебным, с ценным месторождением иловых высокоминерализованных лечебных грязей. В путеводителе 1929 года «Крым» написано: на самом Аджиголе приступлено было к постройке грязе- и лиманолечебницы, которую затем предполагалось развернуть в климатическую станцию, но война помешала этому начинанию. В результате бесхозяйственной деятельности человека эти озера утратили свои лечебные свойства.
Озеро зарастает водной растительностью преимущественно на опреснённых участках — в лагунах у пересыпей, в устьях впадающих балок, в зоне выходов подземных вод. Тут интенсивно развиваются различные водоросли, вплоть до цветения воды.
Среднегодовое количество осадков — 400—450 мм. Питание: морские воды и подземные воды Причерноморского артезианского бассейна.

## Лечебные свойства озера
Запасы пелоидов озера Аджиголь достигают более семидесяти тысяч тонн. Согласно действующей классификации, это так называемый иловой сульфидной тип месторождений. Его грязь характеризуется достаточно устойчивыми санитарно-микробиологическим показателям. В частности, высоким содержанием сероводорода — до 290 мг на 100 граммов сырой грязи. В настоящее время озеро исключено из списка лечебных, из-за загрязнения сточными водами.
Первую бальнеологическую больницу, которая использовала для процедур грязь Аджиголь, открыли в Феодосии в XIX веке.